# Huascaromusca decrepita
Huascaromusca decrepita är en tvåvingeart som beskrevs av Seguy 1925. Huascaromusca decrepita ingår i släktet Huascaromusca och familjen spyflugor.
Artens utbredningsområde är Peru. Inga underarter finns listade i Catalogue of Life.